# Ignorance

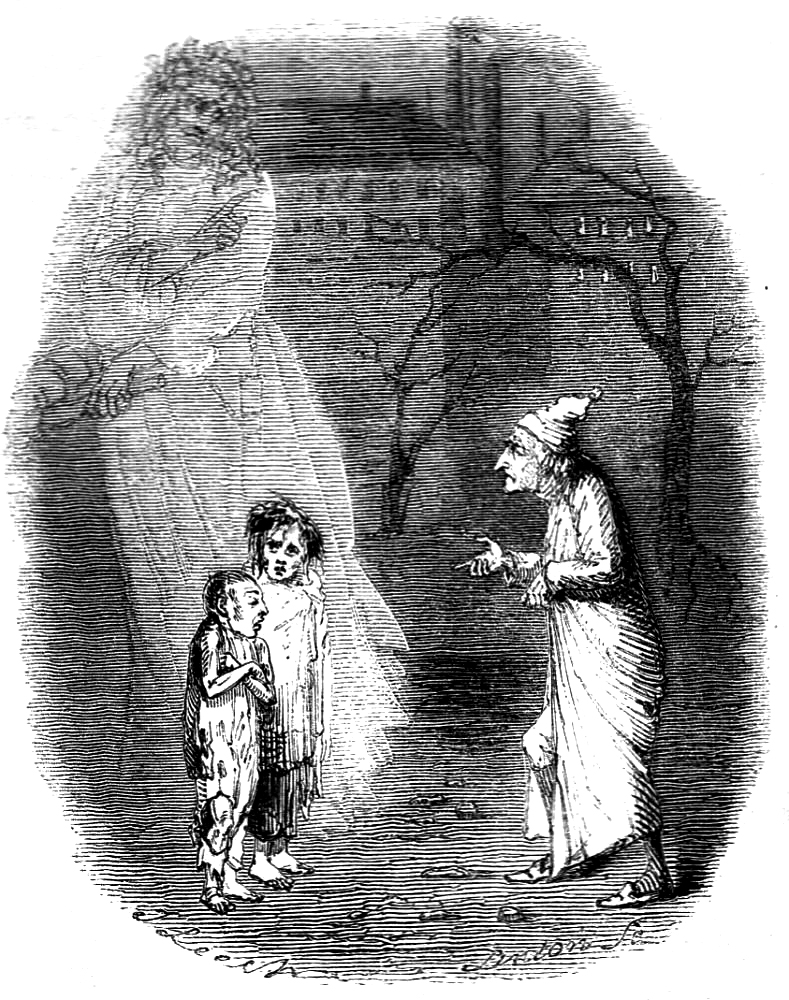
Ignorance and Want, gravure sur bois - extrait de A Christmas Carol de Charles Dickens (1812-1870)

L'ignorance est un décalage entre la réalité et une perception de cette réalité, décalage qui est la conséquence d'une croyance, d'un préjugé, d'une illusion ou d'un fait avéré de ne pas savoir. C'est une notion importante du bouddhisme, de l'hindouisme et de la philosophie occidentale.

## Approche orientale

### Bouddhisme
Dans le bouddhisme, l'ignorance (avidyā) est la première étape de la chaîne des causes de la souffrance (dukkha) et est considérée comme un des Trois Poisons. Elle induit les passions et cause les renaissances.

### Hindouisme
Dans l'hindouisme, c'est d'abord l'ignorance de sa véritable nature recouverte par les obscurcissements successifs de la conscience pure (le Soi) produits par le désir et l'attachement.

## Approche occidentale

### Philosophie antique
Pour faire sortir les Athéniens de leur ignorance, en leur permettant d'accoucher de leurs connaissances (maïeutique), Socrate passait par la pratique du dialogue dans la rue. Il utilisait notamment l'ironie, double feinte par laquelle il faisait semblant de ne pas savoir, tout en feignant de croire que son interlocuteur savait. Cette ironie permettait à Socrate de laisser son interlocuteur se rendre compte par lui-même de ses contradictions ou incohérences de raisonnement. En effet, celui qui vit sans réflexion ni introspection est parfois atteint d'une « double ignorance » qui est le fait de ne pas savoir et de vivre dans l'illusion qu'il sait : « Non seulement tu ignores les choses les plus importantes, mais tu crois les savoir » disait Socrate à Alcibiade.
Dans l'allégorie de la caverne, Platon donne une représentation imagée de « l'état de notre nature relativement à l'instruction et à l'ignorance ». Selon cette allégorie, la démarche du philosophe consiste tout d'abord à prendre conscience de son ignorance, en prenant du recul par rapport à ses préjugés et opinions (doxa). Puis il apprend à distinguer ce qui est réel de ce qui est apparent ou illusoire, en s'élevant progressivement vers le monde des Idées ou des Formes intelligible en utilisant la méthode dialectique.

### Les Lumières
La lutte contre l'obscurantisme fut le principal cheval de bataille des penseurs que l'on associe à la période des Lumières au XVIIIe siècle dont l'idée centrale est que le progrès général dans le comportement humain, y compris dans le domaine politique, est conditionné par une diffusion la plus large possible de toutes les connaissances. C'est dans ce but qu'a été rédigée l' Encyclopédie ou Dictionnaire raisonné des sciences, des arts et des métiers (1751-1772) par Diderot et d'Alembert.
Molière a traité de l'ignorance dans Les Femmes savantes (1672) et Le Bourgeois gentilhomme (1670). Voltaire écrivit De l'horrible danger de la lecture (1765) pour lutter contre l'obscurantisme.
Dans la Critique de la raison pure, Kant a crédité « les observations et les calculs des astronomes » de nous avoir « appris bien des choses étonnantes », dont la plus importante est qu'elle nous a « découvert l'abîme de l'ignorance, dont la raison humaine, sans [cette connaissance], n'aurait jamais pu se représenter qu'il était aussi profond ; et la réflexion sur cet abîme, dit-il encore, doit produire un grand changement dans la détermination des fins ultimes à assigner à notre usage de la raison ».

### Monde contemporain
Depuis le XXe siècle, ce concept joue un rôle important en économie, en particulier dans le domaine de la veille stratégique et de l'intelligence économique.
On distingue :
- L'ignorance savante, c'est celle de celui qui « sait qu'il ne sait pas »
- L'ignorance profonde c'est celle de celui qui « ne sait pas qu'il ne sait pas ».

Dans la langue allemande, on distingue l'ignorance fortuite, « das Nichtwissen » (le non savoir), de l'ignorance volontaire, « das Totschweigen » (le fait de passer sous silence). Cette proposition est discutable. En allemand, "Ignoranz" peut signifier aussi une sorte d’inculture assumée, entachée d’obscurantisme et de trivialité.
Des travaux ont contribué à l'élaboration d'une épistémologie de l'ignorance qui montre que ces deux types d'ignorance entretiennent des rapports complexes, y compris chez les chercheurs scientifiques. Ainsi, une conceptualisation des ignorances et de leur gestion intellectuelle a été entreprise dans Les ignorances des savants, par Roger Lenglet et Théodore Ivainer.
Dans l'industrie, l'application d'un coefficient d'ignorance permet de garantir la sécurité de tout ou partie d'un système technique.

## Citations
- Socrate : « je ne sais qu'une chose c'est que je ne sais rien ».
- Platon fait dire à Socrate dans le Second Alcibiade : « nous avons tort de blâmer ainsi l'ignorance à la légère, sans ajouter que c'est l'ignorance de certaines choses ».
- Jérôme Touzalin : « La foi repose toujours sur l'ignorance ».
- Matthieu Ricard : « L'ignorance est une méprise accidentelle, un oubli soudain qui ne change rien à la nature ultime de l'esprit, mais crée une chaîne d'illusions, comme le cauchemar ne change rien au fait que l'on est confortablement allongé dans le lit mais n'en peut pas moins engendrer une grande souffrance mentale. » (Le Moine et le Philosophe)